# Protea inopina
Protea inopina (лат.) — редкий кустарник, вид рода Протея (Protea) семейства Протейные (Proteaceae), эндемик Западно-Капской провинции Южной Африки, где встречается в долине реки Улифантс. Куст с сине-зелёными листьями, которые в молодости имеют ярко-малиновымй цвет, и белоснежной цветочной головкой, напоминающей мороженое в конической вазочке.

## Ботаническое описание
Protea inopina — невысокий многоствольный кустарник высотой 0,5-1 м, который растёт на древесном подземном подвое. У него необычный тип роста: прямые ровные стебли образуются прямо из корневища и почти никогда не ветвятся. Когда на конце стебля образуется цветочная головка, стебель перестаёт расти, а когда цветочная головка созревает и даёт семена, стебель полностью отмирает, и из корневища вырастает новый. Листья 120—180 мм в длину и 25-50 мм в ширину, сизые, кожистые, гладкие, часто скручены на черешке. Яйцевидные соцветия диаметром 100—120 мм на цветоносе длиной 30 мм. Цветочная головка с впечатляющими красно-коричневыми оборачивающими прицветниками, которые короче цветочных столбиков, с бархатистыми волосками, с зелёным основанием и сизыми и заострёнными кончиками. Цветки белые, с лепестками длиной 80-70 мм. Зацветает весной в сентябре и цветёт до середины лета (до декабря). Семена высвобождаются через 1-2 года после цветения. Семена крупные, длиной 10-12 мм и шириной 6-8 мм.
Protea inopina похожа на Protea nitida, поскольку оба вида обитают в одной среде обитания. Однако P. nitida имеет древовидную форму, а P. inopina — кустарник, кроме этого они цветут в разное время года: P. nitida — осенью и зимой (с мая по август), а P. inopina — весной и в начале лета.

## Таксономия
Вид Protea inopina был впервые описан в 1978 году южноафриканским ботаником Джоном Патриком Рурком в Journal of South African botany.

## Распространение и местообитание
Protea inopina — эндемик Западно-Капской провинции Южной Африки. Это редкий вид, встречающийся только в горах долины реки Улифантс, недалеко от Цитрусдала, к юго-востоку от Палеишевеля. Этот вид встречается только в одном месте, на площади около 3 км², на частных фермах, на высоте 550—800 м над уровнем моря. Растёт на почвах из кварцитового песчаника, в местности с ежегодными осадками около 600 мм в зимний период.